# Ромпрецањо (Кремона)
Ромпрецањо је насеље у Италији у округу Кремона, региону Ломбардија.
Према процени из 2011. у насељу је живело 229 становника. Насеље се налази на надморској висини од 27 м.